# Bundesversammlung (Alemanha)

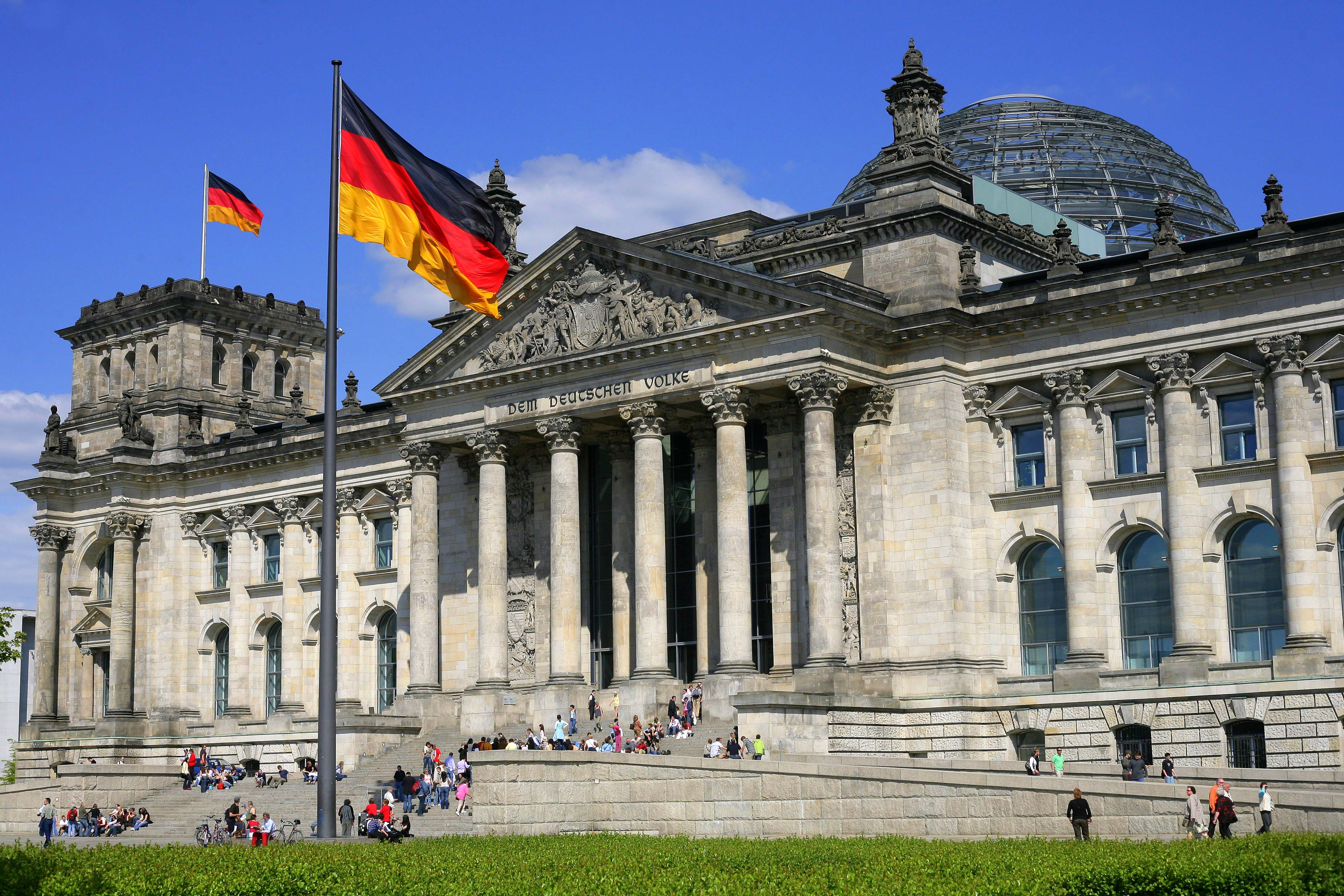
Reichstag (sede da Bundesversammlung desde 1994).

A Assembleia Federal (português brasileiro) ou Convenção Federal (português europeu) da Alemanha (em alemão: Bundesversammlung)  é um órgão de soberania cuja única determinação é a eleição do Presidente da Alemanha.
A eleição é regulamentada pelo artigo 54 do Grundgesetz e pela Lei sobre a eleição do Presidente da Alemanha (Gesetz über die Wahl des Bundespräsidenten durch die Bundesversammlung, BPräsWahlG).
A Bundesversammlung é composta por todos os deputados do Bundestag e um número igual de representantes dos Estados da Alemanha.
A primeira reunião da Bundesversammlung aconteceu em 12 de setembro de 1949 e resultou na eleição de Theodor Heuss.